# Trinomys myosuros
Trinomys myosuros es una especie de roedor de la familia Echimyidae.

## Distribución geográfica
Se encuentra en Sudamérica (Brasil).